# Tosatrochus attenuatus
Tosatrochus attenuatus is een slakkensoort uit de familie van de Trochidae. De wetenschappelijke naam van de soort is voor het eerst geldig gepubliceerd in 1844 door Jonas.